# Campeonato de Primera Fuerza 1923/24
In 1923/24 werd het tweede seizoen gespeeld van het Campeonato de Primera Fuerza, de hoogste amateurklasse van Mexico.  España werd kampioen.
Guerra y Marina wijzigde de naam in dit seizoen in Son-Sin.

## Eindstand
| Plaats | Club        | Wed. | W  | G | V  | Saldo | Ptn. |
| ------ | ----------- | ---- | -- | - | -- | ----- | ---- |
| 1.     | Club España | 16   | 9  | 6 | 1  | 27:6  | 24   |
| 2.     | América     | 16   | 11 | 2 | 3  | 25:9  | 24   |
| 3.     | Asturias    | 16   | 8  | 4 | 4  | 25:9  | 20   |
| 4.     | Aurrerá     | 16   | 8  | 4 | 4  | 19:13 | 20   |
| 5.     | Necaxa      | 16   | 6  | 5 | 5  | 16:17 | 17   |
| 6.     | CF México   | 16   | 3  | 5 | 8  | 12:24 | 11   |
| 7.     | Reforma     | 16   | 5  | 1 | 10 | 12:26 | 11   |
| 8.     | Germania FV | 16   | 3  | 3 | 10 | 12:29 | 9    |
| 9.     | Son-Sin     | 16   | 2  | 4 | 10 | 12:27 | 8    |

|  | Play-off om de titel                               |
|  | Reforma en Son-Sin werden ontbonden na dit seizoen |

## Play-off
|              |             |       |         |                            |
| 27 juli 1924 | Club España | 2 – 1 | América | Parque España, Mexico-Stad |
| 27 juli 1924 |             |       |         | Parque España, Mexico-Stad |

### Kampioen
| Campeonato de Primera Fuerza 1923/24 |
| Mexico                               |
| ------------------------------------ |
| ESPAÑA Kampioen (9° titel)           |